# نادي أويبشت
نادي أويبشت لكرة القدم (بالمجرية: Újpest FC)‏ نادي كرة قدم مجري يلعب في دوري الدرجة الأولى. تأسس النادي سنة 1885.